# Phương diện quân Ukraina 4
Phương diện quân Ukraina 4 (tiếng Nga: 4-й Украинский фронт) là một tổ chức tác chiến chiến lược của Hồng quân Liên Xô trong Thế chiến thứ hai, chịu trách nhiệm phối hợp và chỉ đạo các chiến dịch của Hồng quân tại Ukraina và Đông-Nam châu Âu.

## Lịch sử

### Thành lập
Phương diện quân Ukraina 4 được thành lập vào ngày 20 tháng 10 năm 1943 trên cơ sở đổi tên Phương diện quân Nam ngay trong thời gian thực hiện Chiến dịch vượt sông Dnieper. Cuối tháng 10 - đầu tháng 11 năm 1943, lực lượng phương diện quân thực hiện chiến dịch Melitopol, tiến sâu được 300 km, đến vùng hạ lưu sông Dniepr và eo đất Perekop.
Trong Chiến dịch tấn công Nikopol–Krivoi Rog, lực lượng cánh phải của phương diện quân phối hợp với Phương diện quân Ukraina 3 thủ tiêu đầu cầu của quân Đức tại Nikopol (Ukraina).
Tháng 4-5 năm 1944, lực lượng phương diện quân phối hợp với Tập đoàn quân độc lập Duyên hải, Hạm đội Biển Đen và Hạm đội Azov, thực hiện Chiến dịch Krym, đánh tan cụm 200.000 quân Đức và giải phóng Krym.
Ngày 31 tháng 5 năm 1944, theo chỉ thị của Đại bản doanh Bộ Tổng tư lệnh tối cao (Stavka) ngày 16 tháng 5 năm 1944, Phương diện quân Ukraina 4 được giải thể. Bộ chỉ huy khung và các đơn vị trực thuộc được chuyển thành lực lượng dự bị của Stavka.

### Tái lập
Phương diện quân Ukraina 4 được tái lập ngày 6 tháng 8 năm 1944, theo chỉ thị của Stavka ngày 30 tháng 7 năm 1944, trên cơ sở các đơn vị tách ra từ cánh trái của Phương diện quân Ukraina 1.
Tháng 9-10 năm 1944, lực lượng phương diện quân phối hợp với Phương diện quân Ukraina 1 thực hiện Chiến dịch Đông Carpath, giải phóng khu vực Zakarpattia và một phần của Tiệp Khắc, hỗ trợ cho cuộc khởi nghĩa Quốc gia Slovenska.
Tháng 1-2 năm 1945, lực lượng phương diện quân phối hợp với Phương diện quân Ukraina 2 thực hiện tiếp Chiến dịch Tây Carpath, giải phóng khu vực phía Nam Ba Lan và một phần quan trọng của Tiệp Khắc. Với cuộc tiến công ở phía Nam Kraków, phương diện quân đảm bảo cho hướng tiến công của Hồng quân Liên Xô từ phía Nam trên hướng Warszawa - Berlin.
Trong Chiến dịch tấn công Moravská-Ostrava, lực lượng phương diện quân phối hợp với Phương diện quân Ukraina 1 đã loại bỏ cụm quân Đức khỏi khu công nghiệp Moravian-Ostrava và tạo điều kiện để tiến vào miền Trung Tiệp Khắc. Sau đó, phương diện quân tham gia Chiến dịch Praha, kết quả là lãnh thổ của Tiệp Khắc hoàn toàn được giải phóng.
Ngày 25 tháng 8 năm 1945, phương diện quân được giải thể và chuyển thành Quân khu Prikarpat.

## Lãnh đạo phương diện quân

### Tư lệnh
| STT | Ảnh | Họ tên          | Thời gian sống | Thời gian tại nhiệm            | Cấp bậc tại nhiệm                    | Ghi chú                    |
| --- | --- | --------------- | -------------- | ------------------------------ | ------------------------------------ | -------------------------- |
| 1   |     | F.I. Tolbukhin  | 1894 – 1949    | tháng 10, 1943 - tháng 5, 1944 | Đại tướng (1943)                     | Nguyên soái Liên Xô (1944) |
|     |     |                 |                |                                |                                      |                            |
| 2   |     | I.Ye. Petrov    | 1896 - 1958    | tháng 8, 1944 - tháng 3, 1945  | Thượng tướng (1944) Đại tướng (1944) |                            |
| 3   |     | A.I. Yeryomenko | 1892 - 1970    | tháng 3, 1945 - tháng 8, 1945  | Đại tướng (1943)                     | Nguyên soái Liên Xô (1955) |

### Ủy viên Hội đồng quân sự
| STT | Ảnh                                   | Họ tên           | Thời gian sống | Thời gian tại nhiệm            | Cấp bậc tại nhiệm                      | Ghi chú |
| --- | ------------------------------------- | ---------------- | -------------- | ------------------------------ | -------------------------------------- | ------- |
| 1   |                                       | Ye.A. Shchadenko | 1885 - 1951    | tháng 10, 1943 - tháng 1, 1944 | Thượng tướng (1942)                    |         |
| 2   | Tập tin:Субботин, Никита Егорович.jpg | N.Ye. Subbotin   | 1904 - 1968    | tháng 1, 1944 - tháng 5, 1944  | Thiếu tướng (1943) Trung tướng (1944)  |         |
|     |                                       |                  |                |                                |                                        |         |
| 3   |                                       | L.Z. Mekhlis     | 1889 - 1953    | tháng 8, 1944 - tháng 8, 1945  | Trung tướng (1942) Thượng tướng (1944) |         |

### Tham mưu trưởng
| STT | Ảnh                                            | Họ tên            | Thời gian sống | Thời gian tại nhiệm            | Cấp bậc tại nhiệm   | Ghi chú                    |
| --- | ---------------------------------------------- | ----------------- | -------------- | ------------------------------ | ------------------- | -------------------------- |
| 1   |                                                | S.S. Biryuzov     | 1904 - 1964    | tháng 10, 1943 - tháng 5, 1944 | Trung tướng (1943)  | Nguyên soái Liên Xô (1955) |
| 2   | Tập tin:Феодосий Константинович Корженевич.jpg | F.K. Korzhenevich | 1899 - 1972    | tháng 10, 1943 - tháng 5, 1944 | Trung tướng (1943)  |                            |
|     |                                                |                   |                |                                |                     |                            |
| 3   | Tập tin:Феодосий Константинович Корженевич.jpg | F.K. Korzhenevich | 1899 - 1972    | tháng 8, 1944 - tháng 4, 1945  | Trung tướng (1943)  |                            |
| 4   |                                                | L.M. Sandalov     | 1900 – 1987    | tháng 4, 1945 - tháng 8, 1945  | Thượng tướng (1944) |                            |

## Biên chế chủ lực

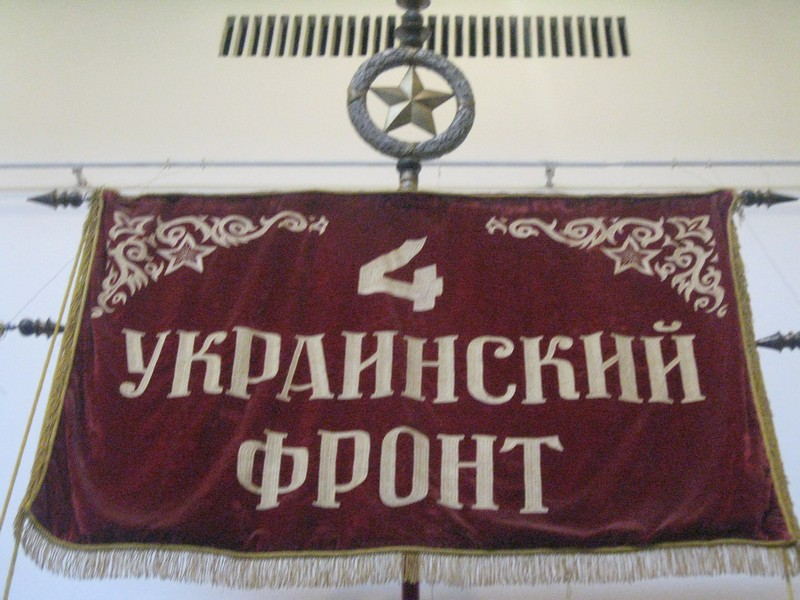
Cờ hiệu chiến thắng của phương diện quân tại bảo tàng Moskva

### 1 tháng 1 năm 1944
- Tập đoàn quân cận vệ 2
- Tập đoàn quân cận vệ 3
- Tập đoàn quân xung kích 5
- Tập đoàn quân 28
- Tập đoàn quân 51
- Tập đoàn quân không quân 8

### 1 tháng 4 năm 1944
- Tập đoàn quân cận vệ 2
- Tập đoàn quân 51
- Tập đoàn quân không quân 8

### 1 tháng 10 năm 1944
- Tập đoàn quân cận vệ 1
- Tập đoàn quân 18
- Tập đoàn quân không quân 8

### 1 tháng 1 năm 1945
- Tập đoàn quân cận vệ 1
- Tập đoàn quân 16
- Tập đoàn quân 36
- Tập đoàn quân không quân 8

### 1 tháng 4 năm 1945
- Tập đoàn quân cận vệ 1
- Tập đoàn quân 16
- Tập đoàn quân 38
- Tập đoàn quân không quân 8